# Casa de Borja-Loyola Inca
La Casa de Borja-Loyola Inca fue una dinastía de la nobleza peruana y la nobleza española que surgió de la unión de la noble inca mestiza, Ana María de Loyola Coya (de la Casa real incaica de Vilcabamba y de la Casa de Loyola) con el noble español, Juan Enríquez de Borja (de la Casa de Borja, la Casa de Gandía y de la Casa de Trastámara).

## Historia
Fueron descendientes legítimos de los soberanos Huayna Cápac, Manco Inca, Sayri Túpac Inca, Alfonso XI de Castilla, Juan II de Aragón, Sancho VI de Navarra, Alfonso V de León y del papa Alejandro VI de los Estados Pontificios en Roma. Así como de san Francisco de Borja. Estaban emparentados con san Ignacio de Loyola, fundador de la Orden jesuita, como también con la familia real española, y gozaban de gran poder por sus nexos con las figuras de poder más grandes del Imperio español y la Iglesia católica, aunado a su prestigio de ser considerados los herederos legítimos del Imperio incaico tras el Tratado de Acobamba.
Como la Corona era consciente del poder que tenía esta familia inca, y lo que podría implicar para la administración del Virreinato del Perú, los herederos de esta familia (Loyola Borja Inca) debían residir en España y ser educados en la Corte del Rey.

## Impacto cultural
Su impacto cultural era muy alto en la sociedad del virreinato del Perú. Por ejemplo, era común que se hiciera representaciones teatrales de la boda entre el noble español Martín García Óñez de Loyola (Capitán general de Chile, sobrino de Ignacio de Loyola) y la ñusta Beatriz Clara Coya (hija de Sayri Túpac y Cusi Huarcay), padres de la fundadora de está casa, Ana María de Loyola Coya Inca. Sobre todo tras emitirse la Real Cédula de Equiparación de 1697.
También grandes referentes artísticos de la sociedad virreinal peruana le rendirían grandes homenajes en sus representaciones teatrales. Por ejemplo, fray Francisco del Castillo (un poeta y dramaturgo de Piura) los vieron como un símbolo de prestigio de la nación peruana (uno de los múltiples pueblos que rendían tributo al Rey de España) para reclamar un lugar preferente entre el Imperio, en tanto que los criollos buscaban legitimar sus reclamos por medio de afirmar una identidad americana que acudiese a una cercanía con el pasado indígena.
También los Jesuitas del Perú le darían muchos honores al matrimonio Loyola-Inca y Borja-Loyola Inca. Por ejemplo, en el siglo XVII se pintó un gran lienzo de los matrimonios de Martín y Beatriz, como de Ana María y Juan Enríquez, y sería resguardado por la iglesia de la Compañía en el Cuzco.A su vez, era usual hacer dramatizaciones de la boda en claustros ignacianos, como la hecha el día de San Francisco de Borja (10 de octubre) de 1741 en la Iglesia del Cuzco.

"se hizo en la iglesia de la Compañía (en el Cuzco) una representación del casamiento de don Martín García de Loyola, y la hija de don Felipe Túpac Amaru [sic]: conforme se halla pintado en un cuadro que está a la entrada de dicha iglesia. Hizo al esposo, un hijo de don Gabriel Argüelles, llamado Pedro; y la esposa, una hija de un cacique de (en blanco) llamada Narcisa. No faltó quien dijese, haberse ejecutado mojiganga y encamisada esta por los mantos capitulares, aquella por la representación de los esposos".

## Miembros ilustres
- Ana María de Loyola Coya: Una noble indígena, hija del gobernador Martín García de Loyola (emparentados con Ignacio de Loyola) y la princesa inca Beatriz Clara Coya (descendiente de Sayri Túpac). Fue así que, tras reclamar sus derechos por la pérdida del Estado neoincaico en su panaca, logró ser I marquesa de Santiago de Oropesa (por Real Cédula del 1 de marzo de 1614 por Felipe III de España), Adelantada del valle de Yupanquí y señora de la Casa de Loyola.
- Juan Enríquez de Borja: Un noble español que era caballero de la Orden de Santiago, un capitán general de la Armada de Barlovento, así como consejero de Guerra de Felipe IV de España.
- Juan Enríquez de Borja y Almansa: Noble mestizo hijo del capitán general Juan Enríquez de Borja y de la marquesa e india principal, Ana María Lorenza de Loyola Ñusta. Su marquesado que se encontraba en el Perú era gobernado por la familia Chiguantopa Inga, y el cual abarcaba las tierras de Maras, Yucay, Urubamba y Huayllabamba, en el que se cultivaban muchos tipos de tubérculos, verduras y frutas. Se casó primero con la hija del virrey de Cataluña y luego con la hija del virrey de Nueva Granada. Tuvo una hija con la marquesa Ana de Velasco y Tovar, y fue además comendador militar de Alcañiz en la Orden de Calatrava.
- Pascual Enríquez de Cabrera y Almansa de Velasco Inca: Noble mestizo que fue considerado por sus contemporáneos como un buenmozo poseedor de mucha belleza, pero con el defecto de ser presumido y altanero (presumiendo su herencia imperial a la baja nobleza). Durante 1702 a 1725 Felipe V de Borbón le desposeyó de casi todos sus bienes (puesto que su familia fue simpatizante austracista de Carlos de Habsburgo en la guerra de sucesión española), además de ser prohibido de viajar al Perú.[1]

## Títulos y cargos
- Grandes de España (primera y segunda clase)
- Duques de Medina de Rioseco
- Marqueses de Santiago de Oropesa
- Marqueses de Alcañices
- Condes de Melgar
- Condes de Rueda
- Condes de Ossona
- Condes de Módica
- Condes de Colle
- Condes de Villaflor
- Vizcondes de Bas
- Vizcondes de Cabrera
- Señores de Almansa
- Señores de Loyola
- Señores de Cabrera
- Señores de Yucay
- Señores de Calatafimi
- Señores de Caccamo
- Señores de Belber
- Señores de Cabreros del Monte
- Señores de Codesal
- Señores de Ayo y Villavelid
- Almirantes de la Real Armada de Castilla (1725-1726).